# Piazza Abate Gioacchino

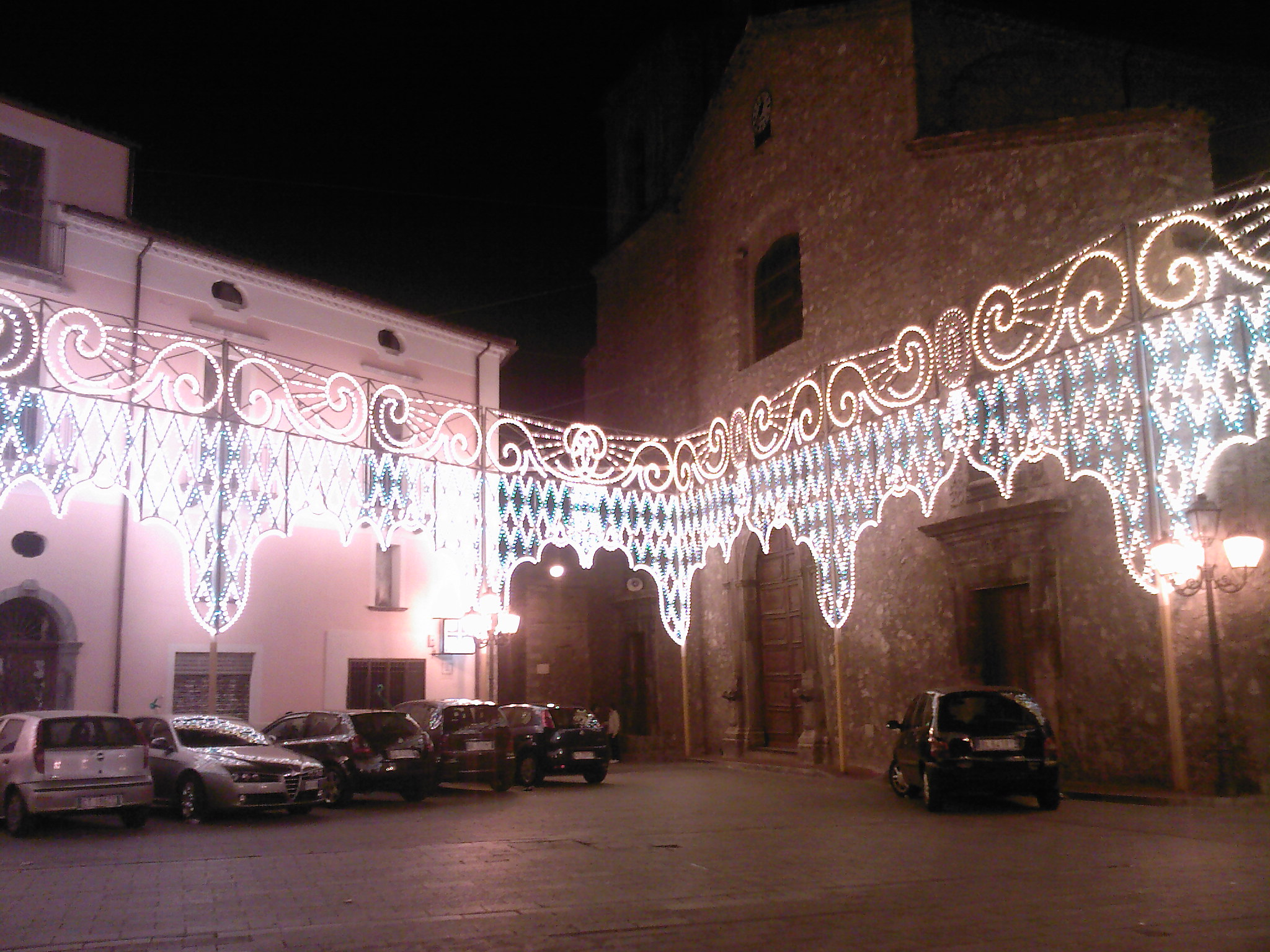
La piazza con le luminarie

Piazza Abate Gioacchino è la piazza antistante la chiesa Madre di San Giovanni in Fiore.

## Ubicazione
La piazza è situata nel centro storico del paese, molto vicino all'Abbazia Florense.

## Luoghi d'interesse
Sulla piazza si affacciano due delle più antiche chiese di San Giovanni in Fiore: La chiesa Madre e la chiesa dell'Annunziata.

### La chiesa Madre

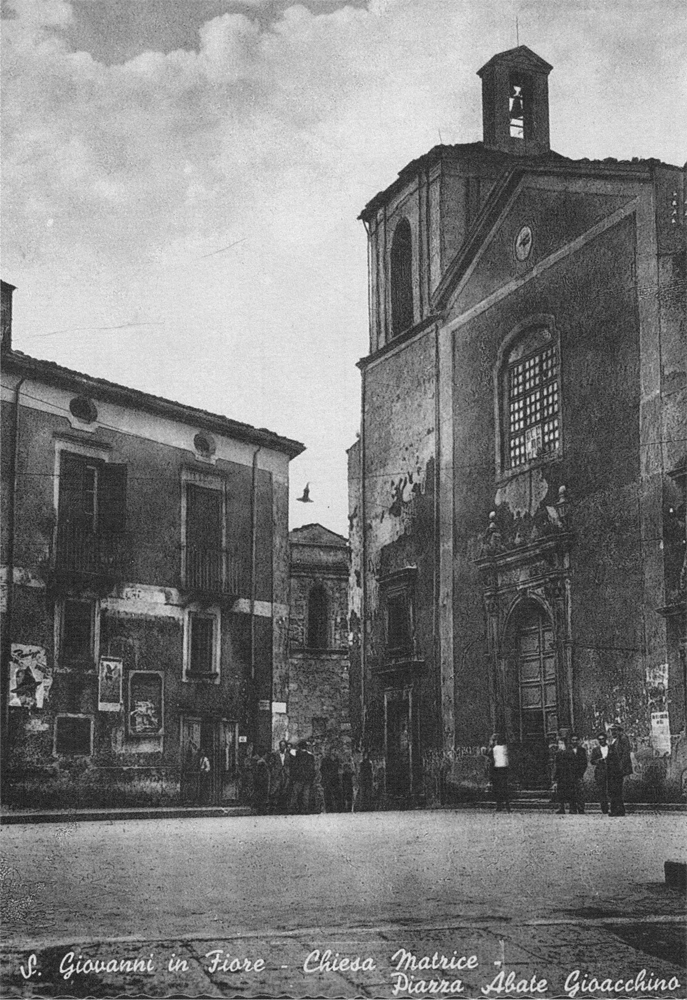
Cartolina anni quaranta

La chiesa Madre è il secondo edifucio religioso di San Giovanni in Fiore. Essa è stata
costruita attorno al XVI secolo per volere dell'Abate Salvatore Rota. In seguito è stata ricostruita attorno al 1770.

### La chiesa dell'Annunziata
La chiesa deve la propria nascita grazie alla “Confraternita dell'Annunziata”, confraternita composta da muratori, scalpellini e carpentieri. Edificio dalla modestissime dimensione ma di grande pregio storico, poiché in passato era contigua alla chiesa di Santa Maria delle Grazie, creando un complesso monumentale di due chiese differenti per dimensioni fra di loro, simili però nel contesto architettonico. È rimasta aperta fino agli anni '70, e dopo di allora è rimasta quasi sempre chiusa, tranne in occasione del recente restauro del coro ligneo (mai esposto), e in occasione di un'importante fiera provinciale.
Il piccolo edificio sacro è noto anche perché al proprio interno, e più precisamente nel pavimento della chiesa, sono custodite le spoglie di Giuseppe Miller e Francesco Tesei, due patrioti italiani facenti parte del gruppo della spedizione dei Fratelli Bandiera, caduti durante il conflitto a fuoco che si tenne tra il gruppo dei rivoltosi e la guardia urbana di san Giovanni in Fiore.